# Axel Malmstrøm
Axel Malmstrøm (2. november 1888 i København – 23. marts 1951 i Viborg) var en dansk teolog og biskop over Viborg Stift fra 1936 til sin død.

## Karriere
Han fik sin teologiske embedseksamen i 1912 og rejste umiddelbart efter til USA på studierejse, hvor han blev interesseret i verdensmission og økumeni. I 1913 vendte Malmstrøm hjem til Danmark, hvor han fra 1913 til 1916 var sekretær i KFUMs afdeling i Aarhus.
Den 16. oktober 1916 blev Malmstrøm for første gang sognepræst, da han flyttede til Assing Sogn ved Hammerum. Denne stilling bestred han indtil 13. november 1921, hvor han flyttede tilbage til København. Her var han fra 1921 til 1925 sekretær ved Missionshuset Bethesda. I 1925 blev han udnævnt til 2. residerende kapellan ved Vor Frue Kirke i København.

### Biskop
Da Johannes Gøtzsche skulle afløses som biskop over Viborg Stift på grund af dennes pensionering i 1936, opstillede Axel Malmstrøm til bispevalget. Han vandt valget og blev indsat 12. juli 1936. Malmstrøm med familie flyttede efterfølgende ind i Bispegården i Viborg. Han var biskop til sin død i 1951.
Han var Ridder af 1. grad af Dannebrog.
I Viborg Domkirke findes et portrætmaleri af Malmstrøm udført af August Tørsleff.
Viborg Stift bestyrer et legat med navnet Biskop Aksel Malmstrøm og hustrus legat for præster i Viborg stift.

## Privat
Axel Malmstrøm er søn af grosserer Jens Haagen (1860-1935) og Agnes Kierkemann (1864-1935). Den 10. november 1916 blev Malmstrøm gift med Hedevig Jahnsen (1889-1969) i København.
Han er begravet på Vestre Kirkegård i København.